# Dolichos quarrei
Dolichos quarrei är en ärtväxtart som beskrevs av Rudolf Wilczek. Dolichos quarrei ingår i släktet Dolichos och familjen ärtväxter. Inga underarter finns listade i Catalogue of Life.